# Piaranthus
Piaranthus es un género de plantas con cerca de 31 especies de la familia Apocynaceae. Nativo del sur de África de regiones lluviosas en invierno.
Es una planta suculenta con tallos de cuatro ángulos. Las flores difieren de Stapelia, con la cual está estrechamente relacionada, en que tienen 5 pétalos independientes en forma de estrella.  Las flores pueden ser amarillo brillante en (P. ruschii), con marcas rojas (P.foetidus), amarillo pálido densamente punteado de rojo (P.pillansii), y muchas más variaciones.

## Taxonomía
El género fue descrito por Robert Brown y publicado en On the Asclepiadeae 12. 1810.

## Especies seleccionadas
- Piaranthus aridus
- Piaranthus atrosanguineus
- Piaranthus barrydalensis
- Piaranthus cornutus
- Piaranthus decipiens